# Haematopinus meinertzhageni
Haematopinus meinertzhageni är en insektsart som beskrevs av Werneck 1952. Haematopinus meinertzhageni ingår i släktet Haematopinus och familjen hovdjurslöss. Inga underarter finns listade i Catalogue of Life.